# 6771 Foerster
6771 Foerster è un asteroide della fascia principale. Scoperto nel 1986, presenta un'orbita caratterizzata da un semiasse maggiore pari a 2,3256876 UA e da un'eccentricità di 0,1831939, inclinata di 0,84363° rispetto all'eclittica.
L'asteroide è dedicato all'astronomo tedesco Wilhelm Julius Foerster.